# Riverdale (seriál)
Riverdale je americký televizní dramatický seriál, volně inspirovaný postavami z komiksů vydavatelství Archie Comics. Stanice The CW si ho objednala do své vysílací sezony 2016–2017. Pilotní díl měl premiéru 26. ledna 2017. Druhá řada byla potvrzena 7. března 2017. Premiéra druhé řady se uskutečnila 11. října 2017. V září 2017 byl oznámen nový projekt, spin-off seriálu nazvaný Sabrinina děsivá dobrodružství. Dne 31. ledna 2019 byla objednána čtvrtá řada. Čtvrtá řada měla premiéru dne 9. října 2019. Seriál si můžete také zhlédnout na vysílací stanici Netflix. 
Seriál sleduje postavy Archie komiksů, s K.J. Apou v roli Archieho Anderwse, Lili Reinhart jako Betty Cooper, Camilou Mendes jako Veronicou Lodge, nováčkem ve městě a Colem Sprousem jako Jugheadem Jonesem, vypravěčem seriálu. Seriál také sleduje Ashleigh Murray jako Josie McCoy, hlavní zpěvačku Josie and the Pussycats a Madelaine Petsch jako Cheryl Blossom, sestru Jasona Blossom, který je centrem záhady první řady. Další postavy v seriálu jsou Kevin Keller, Fred Andrews, Alice Cooper, Hermione Lodge a Hiram Lodge, rodiče Archieho, Betty a Veronicy.
V roce 2019 byl oznámen nový spin-off nazvaný Katy Keene inspirovaný komiksy studia Archie Comics, ve kterém bude hrát Ashleigh Murray postavu Josie McCoy. Seriál je objednaný na rok 2020. Po první sérii byl zrušen.

## Obsazení

### Hlavní role
jughead
| K. J. Apa     | Archibald „Archie“ Andrews                                            |
| Lili Reinhart | Elizabeth „Betty“ Cooper                                              |
| Camila Mendes | Veronica "Ronnie" Lodge                                               |
| Cole Sprouse  | Jughead Jones                                                         |
| Mädchen Amick | Alice Cooper, matka Polly a Betty, editorka místních novin            |
| Luke Perry    | Frederick „Fred“ Andrews, otec Archieho                               |
| Casey Cott    | Kevin Keller, kamarád Betty a Veronicy, jeho otec je šerif Tom Keller |

### Vedlejší role
| Eli Goree                                        | Mad dog, archieho kamarád                                                                        |
| Martin Cummins                                   | šerif Keller, Kevinův otec                                                                       |
| Skeet Ulrich                                     | Forsythe „F.P.“ Jones II, otec Jugheada                                                          |
| Robin Givens                                     | Sierra McCoy, starostka Riverdale, matka Josie McCoy                                             |
| Nathalie Boltt                                   | Penelope Blossom, matka Cheryl a Jasona                                                          |
| Lochlyn Munro                                    | Hal Cooper, otec Polly a Betty, manžel Alice Cooper                                              |
| Colin Lawrence                                   | trenér Floyd Clayton                                                                             |
| Peter James Bryant                               | Waldo Weatherbee, ředitel střední školy                                                          |
| Sarah Habel                                      | Geraldine Grundy (Jennifer Gibson), učitelka hudby, která přes léto udržovala vztah s Archiem    |
| Ross Butler (1. řada) a Charles Melton (2. řada) | Reginald „Reggie“ Mantle, Archieho kamarád a rival, fotbalista                                   |
| Jordan Calloway                                  | Chuck Clayton, fotbalista, který urážel dívky v první řadě                                       |
| Rob Raco                                         | Joaquin DeSantos, nejmladší člen Southside Serpents                                              |
| Asha Bromfield                                   | Melody Valentine, členka kapely Josie a Pussycats                                                |
| Cody Kearsley                                    | Mardmaduke „Moose“ Mason, Archieho kamarád                                                       |
| Hayley Law                                       | Velerie Brown, kytaristka a zpěvačka kapely Josie a Pussycats, bývalá přítelkyně Archieho        |
| Shannon Purser                                   | Ethel Muggs, oběť Chuckovo urážek                                                                |
| Trevor Stines                                    | Jason Blossom, dvojče Cheryl, jeho vražda se vyšetřuje v průběhu první řady                      |
| Olivia Ryan Stern                                | Tina Patel, kamarádka Cheryl                                                                     |
| Caitlin Mitchell-Markovitch                      | Ginger Lopez, kamarádka Cheryl                                                                   |
| Major Curda                                      | Dilton Doiley, vedoucí skautů                                                                    |
| Tiera Skovbye                                    | Polly Cooper, starší sestra Betty, dcera Alice a Hala Cooperových. Čeká dítě s Jasonem Blossomem |
| Barclay Hope                                     | Clifford Blossom, otec Cheryl a Jasona (1. řada)                                                 |
| Alvin Sanders                                    | Pop Tate, vlastník místní restaurace                                                             |
| Tom McBeath                                      | Smithers, komorník                                                                               |
| Adain Bradley                                    | Trev Brown, mladší bratr Valerie                                                                 |
| Eli Goree                                        | Mad dog, archieho kamarád                                                                        |
| Mark Consuelos                                   | Hiram Lodge, otec Veronicy a Hermosy, později starosta Riverdale                                 |

### Hostující role
| Raúl Castillo  | Oscar Castillo, skladatel z New Yorku |
| Molly Ringwald | Mary Andrews, Archieho matka          |

## Vysílání
| Řada | Díly          | Premiéra v USA     | Premiéra v USA  |
| Řada | Díly          | První díl          | Poslední díl    |
| ---- | ------------- | ------------------ | --------------- |
| 1    | 13            | 26. ledna 2017     | 11. května 2017 |
| 2    | 22            | 11. října 2017     | 16. května 2018 |
| 3    | 22            | 10. října 2018     | 15. května 2019 |
| 4    | 19            | 9. října 2019      | 6. května 2020  |
| 5    | 19            | 20. ledna 2021     | 6. října 2021   |
| 6    | 16            | 16. listopadu 2021 | 29. května 2022 |
| 7    | bude oznámeno | bude oznámeno      | bude oznámeno   |

Na mezinárodní Netflix, kde bude epizoda seriálu dostupná vždy den po odvysílání seriálu na americké stanici The CW.

## Produkce
Seriál Riverdale původně vyvíjela stanice Fox v roce 2014. Nicméně Fox od projektu odpustil a přesunul se do stanice The CW, kde byl pilotní díl oficiálně objednán 29. ledna 2016. Natáčení pilotu začalo 14. března a skončilo 1. dubna. Produkce dvanácti epizod první série začala 7. září 2016 ve Vancouveru.
Druhá řada byla potvrzena 7. března 2017. Natáčení bylo zahájeno v polovině června roku 2017 ve Vancouveru a ve Fraser Valley. 25. dubna 2017 bylo oznámeno, že otce Veronicy, Hirama Lodge, si zahraje Mark Consuelos. 12. května bylo oznámeno, že Ross Butler se neobjeví v druhé řadě, kvůli jeho roli v seriálu 13 Reasons Why, jeho roli převezme Charles Melton. Ten samý den bylo oznámeno, že role Caseyho Cotta byla povýšena na roli hlavní. V červenci byla do vedlejší role Penny Peabody obsazena herečka Brit Morgan. V srpnu byl do role Nicka St. Claira, Veronicy ex-přítele z New Yorku, obsazen Graham Phillips.

## Děj
Celý příběh se odehrává v záhadném městě Riverdale. Lokace města je v USA. Hlavní postavy jsou teenageři, kteří studují na místní střední škole Riverdale High. V seriálu teenageři řeší problémy s rodiči, vraždy, záhady, historii města a také i milostné vztahy. V první sérii řeší záhadnou smrt bratra Cheryl Bloosomové. Ve druhé je celé městečko ohroženo sériovým vrahem takzvanou “černou kápí”. Ve třetí sérii se potýkají s vražednou hrou Grifoni a Gargojlové a herním králem Gargojlů. Vše řeší ústřední čtveřice Jughead, Betty, Archie a Veronica.

## Ocenění a nominace
| Rok  | Ocenění                | Kategorie                                          | Nominovaný                                    | Výsledek  |
| ---- | ---------------------- | -------------------------------------------------- | --------------------------------------------- | --------- |
| 2017 | Cena Saturn            | nejlepší akční-thrillerový televizní seriál        | Riverdale                                     | vítězství |
| 2017 | Cena Saturn            | nejlepší výkon mladého herce v televizním seriálu  | Cole Sprouse                                  | nominace  |
| 2017 | Cena Saturn            | objev roku: muž                                    | K. J. Apa                                     | vítězství |
| 2017 | IGN Awards             | nejlepší nový televizní seriál                     | Riverdale                                     | nominace  |
| 2017 | Leo Awards             | nejlepší výprava: dramatický seriál                | Tyler Bishop Harron                           | nominace  |
| 2017 | Teen Choice Awards     | nejlepší dramatický seriál                         | Riverdale                                     | vítězství |
| 2017 | Teen Choice Awards     | nejlepší seriálový herec: drama                    | Cole Sprouse                                  | vítězství |
| 2017 | Teen Choice Awards     | objev roku: pořad                                  | Riverdale                                     | vítězství |
| 2017 | Teen Choice Awards     | objev roku                                         | K.J. Apa                                      | nominace  |
| 2017 | Teen Choice Awards     | objev roku                                         | Lili Reinhart                                 | vítězství |
| 2017 | Teen Choice Awards     | nejlepší seriálová chemie                          | #BUGHEAD (Lili Reinhart & Cole Sprouse)       | vítězství |
| 2017 | Teen Choice Awards     | nejlepší výbuch vzteku                             | Madelaine Petsch                              | vítězství |
| 2017 | Teen Choice Awards     | nejlepší zloděj scén                               | Camila Mendes                                 | vítězství |
| 2018 | Cena Saturn            | nejlepší akční-thrillerový televizní seriál        | Riverdale                                     | nominace  |
| 2018 | Cena Saturn            | nejlepší výkon mladého herce v televizním seriálu  | K. J. Apa                                     | nominace  |
| 2018 | Cena Saturn            | nejlepší výkon mladého herce v televizním seriálu  | Lili Reinhart                                 | nominace  |
| 2018 | Cena Saturn            | nejlepší výkon mladého herce v televizním seriálu  | Cole Sprouse                                  | nominace  |
| 2018 | Dorian Awards          | nejlepší seriál                                    | Riverdale                                     | nominace  |
| 2018 | Leo Awards             | nejlepší výprava: dramatický seriál                | Tony Wohlgemuth                               | vítězství |
| 2018 | Leo Awards             | nejlepší kamera: dramatický seriál                 | Brendan Uegama (za „House of the Devil“)      | vítězství |
| 2018 | Leo Awards             | nejlepší dramatický seriál                         | Riverdale                                     | nominace  |
| 2018 | Leo Awards             | nejlepší mix zvuku: dramatický seriál              | Brian Lyster (za „Tales From the Darkside“)   | nominace  |
| 2018 | Leo Awards             | nejlepší kostýmy: dramatický seriál                | Rebekka Sorensen-Kjelstrup (za „Death Proof“) | nominace  |
| 2018 | Leo Awards             | nejlepší seriálová herečka v hostující roli: drama | Tiera Skovbye (za „The Outsiders“)            | nominace  |
| 2018 | MTV Movie + TV Awards  | nejlepší seriál                                    | Riverdale                                     | nominace  |
| 2018 | MTV Movie + TV Awards  | nejlepší polibek                                   | K. J. Apa a Camila Mendes                     | nominace  |
| 2018 | MTV Movie + TV Awards  | nejlepší výbuchová scéna                           | Madelaine Petsch                              | vítězství |
| 2018 | People's Choice Awards | nejlepší seriálové drama                           | Riverdale                                     | vítězství |
| 2018 | People's Choice Awards | nejlepší seriálový herec: drama                    | Cole Sprouse                                  | nominace  |
| 2018 | Teen Choice Awards     | nejlepší dramatický seriál                         | Riverdale                                     | vítězství |
| 2018 | Teen Choice Awards     | nejlepší seriálový herec: drama                    | Cole Sprouse                                  | vítězství |
| 2018 | Teen Choice Awards     | nejlepší seriálový herec: drama                    | K. J. Apa                                     | nominace  |
| 2018 | Teen Choice Awards     | nejlepší seriálová herečka: drama                  | Lili Reinhart                                 | vítězství |
| 2018 | Teen Choice Awards     | nejlepší seriálová herečka: drama                  | Camila Mendes                                 | nominace  |
| 2018 | Teen Choice Awards     | nejlepší padouch                                   | Mark Consuelos                                | vítězství |
| 2018 | Teen Choice Awards     | nejlepší seriálový pár                             | Lili Reinhart a Cole Sprouse                  | vítězství |
| 2018 | Teen Choice Awards     | nejlepší seriálový pár                             | K. J. Apa a Camila Mendes                     | nominace  |
| 2018 | Teen Choice Awards     | objev roku                                         | Vanessa Morgan                                | vítězství |
| 2018 | Teen Choice Awards     | nejlepší zloděj scén                               | Vanessa Morgan                                | vítězství |
| 2018 | Teen Choice Awards     | nejlepší výbuch vzteku                             | Madelaine Petsch                              | vítězství |
| 2018 | Teen Choice Awards     | nejlepší seriálový polibek                         | Lili Reinhart a Cole Sprouse                  | vítězství |
| 2019 | Dorian Awards          | nejlepší seriál                                    | Riverdale                                     | nominace  |